# El Manzano, Uruachi
El Manzano är en ort i Mexiko.   Den ligger i kommunen Uruachi och delstaten Chihuahua, i den nordvästra delen av landet, 1 300 km nordväst om huvudstaden Mexico City. El Manzano ligger 2 157 meter över havet och antalet invånare är 199.
Terrängen runt El Manzano är kuperad åt sydväst, men åt nordost är den bergig. Runt El Manzano är det mycket glesbefolkat, med 2 invånare per kvadratkilometer. Närmaste större samhälle är Aremoibo, 19,7 km söder om El Manzano. I omgivningarna runt El Manzano växer huvudsakligen savannskog.